# CPR-Klasse T4a
Die Klasse T4a der Canadian Pacific Railway (CPR) bestand aus einer einzigen zu Versuchszwecken gebauten Hochdrucklokomotive. Sie war wie die Selkirk-Lokomotiven für den Einsatz auf der transkontinentalen Strecke durch die Rocky Mountains vorgesehen. Die Texas-Lokomotiven hatten die Achsfolge 1’E2’, das heißt eine führende Laufachse, fünf Kuppelachsen und ein nachlaufenden Drehgestell. Die Lokomotive wurde in den bahneigenen Angus Shops in Montreal gebaut. Sie gilt als größte je gebaute Hochdrucklokomotive und hatte ohne Booster die höchste Anfahrzugkraft aller CPR-Lokomotiven.

## Geschichte
Der Entwurf stammte von Henry Blane Bowen, gebürtiger Engländer und seit 1928 Oberingenieur für Zugförderung der CPR. In der Suche nach einer wirtschaftlicheren Dampflokomotive entstanden 1929 in Zusammenarbeit mit Alco die Pläne für eine Hochdrucklokomotive, welche gleichzeitig auch die längste und schwerste für die CPR gebaute Lokomotive werden sollte. Die Superheater Company steuerte Überhitzer und Wasserrohrkessel bei nach den Patenten des deutschen Ingenieurs Wilhelm Schmidt bei.
Die Lokomotive wurde zu Beginn der Great Depression in den bahneigenen Werkstätten gebaut und im Mai 1931 ausgeliefert. Im Oktober 1931 wurde die Lok kalt in einem Güterzug nach British Columbia überführt, weil zwischen Montreal und Calgary keine Möglichkeit bestand, Öl zu bunkern. In den Rocky Mountains wurde die Lokomotive vor Güterzügen auf dem schwierigen Streckenabschnitt zwischen Field und Revelstoke eingesetzt. Obwohl mit der neuen Lokomotive ein Viertel an Brennstoff und Wasser eingespart werden konnte, war sie kein Erfolg. Sie war zu heikel und kompliziert in der Bedienung für das auf dieser Sonderbauart zu wenig ausgebildete Fahrpersonal. Außerdem hatten viele Lokführer und Heizer Angst vor den hohen Kesseldrücken, sodass sie nicht zum Dienst antraten, wenn sie auf der 8000 eingeteilt waren.
Weiter stand die Lokomotive während den vier Jahren ihres Einsatzes 17 Monate wegen Reparaturen in der Werkstatt in Calgary. Am meisten Probleme bereitete die Hochdruckpumpe, welche das Wasser vom Langkessel in den Sekundärkreislauf des Schmidt-Kessels presste. Mit der damaligen Technologie war es noch nicht möglich, zuverlässige Dichtungen für Drücke bis 60 bar zu bauen. Außerdem war das mechanische Fachwissen um diese Lokomotive nur im mehr als 3000 km entfernten Montreal verfügbar.
Im September 1936 wurde die Lokomotive aus dem Plandienst zurückgezogen und nach Montreal überführt. Zuerst sollte die Lokomotive generalüberholt werden, aber dann kamen die Zweifel. Die Lokomotive wurde Ende 1936 ausrangiert und Ende 1940 verschrottet.

## Technik
Die Lokomotive war mit einem Schmidt-Henschel-Kessel ausgerüstet. Dieser Wasserrohrkessel bestand aus einem geschlossenen mit destilliertem Wasser gefüllten Primärkreislauf, der benutzt wurde, um den Hochdruckdampf in einem offenen Sekundärkreislauf zu erzeugen. Die Anordnung sollte die Bildung von Kesselstein im Röhrenkessel unterbinden, weil die Verdampfung nicht innerhalb von Rohren, sondern in einer Verdampfungstrommel oberhalb der Feuerbüchse stattfand.
Die Lokomotive hatte drei Zylinder – ein einzelner zwischen den Rädern liegender Hochdruckzylinder und zwei außenliegende Niederdruckzylinder. Der geschlossene Primärkreislauf des Schmidt-Kessels hatte einen Druck von 90 bar, der Sekundärkreislauf einen solchen von 60 bar und der im Langkessel erzeugte Frischdampf einen solchen von 17 bar.
Der Hochdruckzylinder wurde mit dem Dampf aus dem Sekundärkreislauf des Schmidt-Kessels versorgt. Der Abdampf wurde zusammen mit dem Frischdampf aus dem Langkessel den beiden Niederdruckzylinder zugeführt.